# Красно-над-Кисуцоу
Красно-над-Кисуцоу (словац. Krásno nad Kysucou) — місто, громада в окрузі Чадця, Жилінський край, Словаччина. Кадастрова площа громади — 27,77 км². Станом на січень 2017 року в місті проживало 6964 особи.

## Географія
Протікають річки Кисуца, Бистриця.

## Населення
| Рік:            | 1994. | 2004.   | 2014.   | 2024.   |
| --------------- | ----- | ------- | ------- | ------- |
| Кількість осіб: | 6863  | 7038    | 6831    | 6506    |
| Різниця:        |       | +2,54 % | -2,94 % | -4,75 % |

| Рік:            | 2023. | 2024.   |
| --------------- | ----- | ------- |
| Кількість осіб: | 6544  | 6506    |
| Різниця:        |       | -0,58 % |